# Grand Prix automobile d'Espagne 1986
Résultats du Grand Prix d'Espagne 1986, couru sur le circuit de Jerez à Jerez de la Frontera en Andalousie le 13 avril 1986.

## Classement
| Pos. | No | Pilote             | Écurie                 | Tours | Temps/Abandon                      | Grille | Points |
| ---- | -- | ------------------ | ---------------------- | ----- | ---------------------------------- | ------ | ------ |
| 1    | 12 | Ayrton Senna       | Lotus-Renault          | 72    | 1 h 48 min 47 s 735 (167,486 km/h) | 1      | 9      |
| 2    | 5  | Nigel Mansell      | Williams-Honda         | 72    | + 0 s 014                          | 3      | 6      |
| 3    | 1  | Alain Prost        | McLaren-TAG            | 72    | + 21 s 552                         | 4      | 4      |
| 4    | 2  | Keke Rosberg       | McLaren-TAG            | 71    | + 1 tour                           | 5      | 3      |
| 5    | 19 | Teo Fabi           | Benetton-BMW           | 71    | + 1 tour                           | 9      | 2      |
| 6    | 20 | Gerhard Berger     | Benetton-BMW           | 71    | + 1 tour                           | 7      | 1      |
| 7    | 18 | Thierry Boutsen    | Arrows-BMW             | 68    | + 4 tours                          | 19     |        |
| 8    | 16 | Patrick Tambay     | Lola-Hart              | 66    | + 6 tours                          | 18     |        |
| Abd. | 11 | Johnny Dumfries    | Lotus-Renault          | 52    | Boîte de vitesses                  | 10     |        |
| Abd. | 3  | Martin Brundle     | Tyrrell-Renault        | 41    | Moteur                             | 12     |        |
| Abd. | 26 | Jacques Laffite    | Ligier-Renault         | 40    | Arbre de transmission              | 8      |        |
| Abd. | 17 | Marc Surer         | Arrows-BMW             | 39    | Fuite d'essence                    | 22     |        |
| Abd. | 6  | Nelson Piquet      | Williams-Honda         | 39    | Turbo                              | 2      |        |
| Abd. | 8  | Elio De Angelis    | Brabham-BMW            | 29    | Transmission                       | 15     |        |
| Abd. | 25 | René Arnoux        | Ligier-Renault         | 29    | Arbre de transmission              | 6      |        |
| Abd. | 27 | Michele Alboreto   | Ferrari                | 22    | Roulement de roue                  | 13     |        |
| Abd. | 4  | Philippe Streiff   | Tyrrell-Renault        | 22    | Fuite d'huile                      | 20     |        |
| Abd. | 22 | Christian Danner   | Osella-Alfa Romeo      | 14    | Moteur                             | 23     |        |
| Abd. | 28 | Stefan Johansson   | Ferrari                | 11    | Accident                           | 11     |        |
| Abd. | 21 | Piercarlo Ghinzani | Osella-Alfa Romeo      | 10    | Moteur                             | 21     |        |
| Abd. | 7  | Riccardo Patrese   | Brabham-BMW            | 8     | Transmission                       | 14     |        |
| Abd. | 23 | Andrea De Cesaris  | Minardi-Motori Moderni | 1     | Différentiel                       | 24     |        |
| Abd. | 14 | Jonathan Palmer    | Zakspeed               | 0     | Collision                          | 16     |        |
| Abd. | 15 | Alan Jones         | Lola-Hart              | 0     | Collision                          | 17     |        |
| Np.  | 24 | Alessandro Nannini | Minardi-Motori Moderni |       | Différentiel                       | 25     |        |

## Pole position et record du tour
- Pole position : Ayrton Senna en 1 min 21 s 605 (vitesse moyenne : 186,077 km/h).
- Meilleur tour en course : Nigel Mansell en 1 min 27 s 176 au 65e tour (vitesse moyenne : 174,186 km/h).

## Tours en tête
- Ayrton Senna : 49 (1-39 / 63-72)
- Nigel Mansell : 23 (40-62)

## Statistiques
- 3e victoire pour Ayrton Senna.
- 76e victoire pour Lotus en tant que constructeur.
- 19e victoire pour Renault en tant que motoriste.
- Alessandro Nannini ne prend pas le départ pour cause de défaillance de différentiel.
- L’écart à l'arrivée entre le vainqueur Ayrton Senna et le second Nigel Mansell est le troisième plus faible de la Formule 1 : 14 millièmes de seconde.